# Kazimierz
För namnet, se Kazimierz (namn). För staden i östra Polen, se Kazimierz Dolny.
Kazimierz (latin: Casimiria; jiddish: Kuzmir) är ett historiskt distrikt i Kraków, Polen, känt för att ha varit ett judiskt område från 1300-talet fram till andra världskriget. Idag finns endast en liten judisk befolkning kvar i stadsdelen. Dock finns det kvarlämningar av judiskt liv och kultur kvar, bland annat på det judiska museet som är inhyst i den restaurerade synagogan som skänktes till museet av stadens judiska församling. Kvar finns också flera andra restaurerade synagogor, två av dem är i bruk som gudstjänstlokaler men församlingarna där lider av medlemsbortfall på grund av hög medelålder hos församlingsborna. Den harediska organisationen Chabad har etablerad närvaro i staden och verkar för återgång till ortodox judendom och ökat medlemsantal; likaså finns det försök att etablera en stark liberal (reform) församling.
På senare år har stora delar av stadsdelen restaurerats och affärer, bokhandlar och restauranger med "judiskt" tema har blivit mycket populära. Likaså anordnas konserter och spelningar med judisk folkmusik, såsom visor på jiddish och kletzmer. 